# 6-я добровольческая штурмовая бригада СС «Лангемарк»
6-я добровольческая штурмовая бригада СС «Лангемарк» (нем. 6. SS-Freiwilligen-Sturmbrigade "Langemark") — тактическое соединение войск СС нацистской Германии, состоявшее из фламандских добровольцев. Была создана путём переформирования Фламандского легиона СС в октябре 1943 года. Понеся тяжёлые потери в боях на Восточном фронте, бригада была расформирована, а её остатки в октябре 1944 года стали ядром для формирования 27-й добровольческой пехотной дивизии СС «Лангемарк».

## Формирование

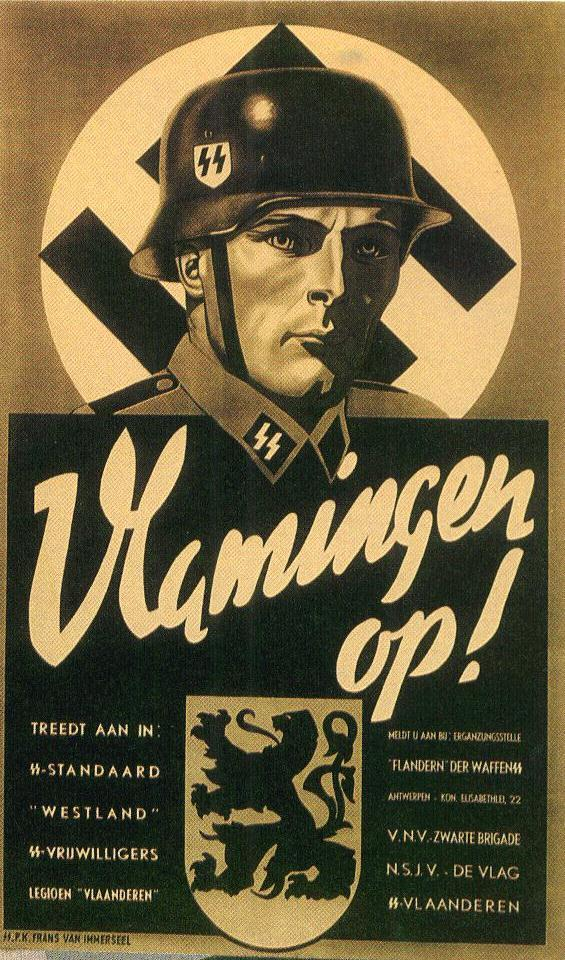
Агитационный плакат, призывающий фламандцев служить в войсках СС

31 мая 1943 г. на полигоне «Хайделагер» была создана штурмовая бригада СС «Лангемарк». Для формирования бригады, кроме служащих Фламандского легиона СС, были использованы фламандцы из дивизии СС «Викинг» и мотоциклетного полка СС «Лангемарк» дивизии СС «Рейх». После прибытия всех добровольцев бригада была переведена в протекторат, на бывший полигон чешской армии Миловитц. В составе бригады было сформировано три стрелковые роты, пулемётная рота, рота пехотных орудий, противотанковая батарея, зенитное подразделение и батарея штурмовых орудий. В октябре 1943 г. бригада получила порядковый номер 6, а её вспомогательные части номер 56. После католического Рождества 1943 г. бригада была отправлена на Восточный фронт в состав группы армий «Юг».

## Боевой путь
Бригада начала прибывать 31 декабря 1943 г. в район восточнее Бердичева, где немцы пытались остановить очередное советское наступление. Части бригады были подчинены 2-й танковой дивизии СС «Рейх». Вместе с 1-й и 2-й танковыми дивизиями СС бригада упорно сражалась на Украине. Части бригады непосредственно участвовали в оборонительных боях за Житомир, Бердичев, Шепетовку, Винницу. Особенно тяжёлыми для бригады были бои за Ямполь 18 марта 1944 г. После этих боёв бригада была расположена у города Черновцы. Для пополнения убыли в личном составе в бригаду был введён запасной батальон СС «Ост», в котором до этого времени находилась полевая запасная рота бригады. В марте 1944 г., в ходе советской Проскуровско-Черновицкой наступательной операции фламандцы избежали окружения под Каменец-Подольским, ведя активные бои против частей 10-го гвардейского танкового и 6-го гвардейского механизированного корпусов РККА. Однако из всего состава бригады уцелело лишь около 400 человек. В апреле месяце бригада «Лангемарк» была отведена на территорию оккупированной Польши, а затем в начале мая на полигон Бенешау на территории протектората. Здесь состав бригады был пополнен и обновлен.
28 июня 1944 г. бригада была развёрнута в два батальона и подразделения штурмовых орудий (развёрнуто из прежней батареи). Помимо двух батальонов в составе бригады была сформирована рота пехотных орудий. В начале июля командиру бригады было приказано сформировать сводный батальон для отправки на Восточный фронт. В составе батальона были две пехотные роты, одна пулемётная и один противотанковый взвод. 19 июля 1944 г. батальон прибыл на Нарвский участок фронта, а 25 июля — в район Варвара. После чего он был выдвинут на высоты у поселка Ластеколония для прикрытия отступающих немецких и эстонских частей. В результате двухдневных боёв 29 июля две роты фламандцев были разгромлены, а одна уничтожена полностью. Несмотря на огромные потери, фламандцы продолжали оставаться на фронте, и лишь только 20 сентября 1944 г. 130 уцелевших чинов батальона были выведены с фронта. Затем остатки батальона и остальная часть бригады были отправлены в район севернее Ганновера для пополнения и восстановления. После чего бригада была переформирована в 27-ю добровольческую пехотную дивизию СС «Лангемарк».

## Местонахождение
- с октября 1943 по октябрь 1944 (СССР)

## Подчинение
- 48-й танковый корпус 4-й танковой армии группы армий «Юг» (февраль — март 1944)
- 59-й армейский корпус 1-й танковой армии группы армий «Юг» (март — апрель 1944)
- 3-й (германский) танковый корпус СС группы армий «Север» (август — октябрь 1944)

## Командиры
- оберштурмбаннфюрер СС Конрад Шеллонг (22 октября 1943 — 19 октября 1944)

## Состав
- 1-й батальон штурмовой бригады СС «Лангемарк» (I./SS-Sturmbrigade "Langemark")
- 2-й батальон штурмовой бригады СС «Лангемарк» (II./SS-Sturmbrigade "Langemark")
- 56-й артиллерийская батарея СС (SS-Artillerie-Batterie 56)
- 56-я противотанковая батарея СС (SS-Panzerjäger-Batterie 56)
- 56-я зенитная батарея СС (SS-Flak-Batterie 56)
- 56-я батарея штурмовых орудий СС (SS-Sturmgeschütz-Batterie 56)
- 56-я сапёрная рота СС (SS-Pionier-Kompanie 56)
- 56-й отряд снабжения СС (SS-Versorgungs-Truppen 56)
- 56-я полевая запасная рота СС (SS-Feldersatz-Kompanie 56)

## Награждённые Рыцарским крестом Железного креста
- Реми Шрийнен — 21 сентября 1944 — штурманн СС, наводчик орудия в 3-й (противотанковой) батарее 1-го батальона штурмовой бригады СС «Лангемарк».
- Конрад Шеллонг — 28 февраля 1945 — оберштурмбаннфюрер СС, командир 6-й добровольческой штурмовой бригады СС «Лангемарк».